# Вербицький Петро Пантелеймонович
Вербицький Петро Пантелеймонович (25 (12) січня 1914 12/25.01.1914, Старокостянтинів — 14 грудня 1960, Харків) — український філолог, літературознавець, кандидат філологічних наук , член спілки письменників України (нині Національна спілка письменників України)

## Біографія
Петро Пантелеймонович Вербицький народився в м. Старокостянтинів 12 січня 1914 року в селянській родині. Закінчив Староконстянтинівську семирічну трудову школу № 1 (тепер міжшкільний навчально — виробничий комбінат).
Навчався у Говоріївському сільськогосподарському технікумі (нині Коледж Подільського державного аграрно-технічного університету).
У 1936 році закінчив філологічний факультет Харківського університету ім. Горького (нині Харківський національний університет ім. В.Н.Каразіна).
Кандидат філологічних наук з 1940 р. Учасник 2-ї світ. війни.
Після війни  повернувся до Харкова, працював доцентом Харківського національного університету ім. В.Н.Каразіна, багато років був деканом філологічного факультету державного університету, викладав на кафедрі зарубіжної літератури і постійно займався дослідницькою працею, що була пов’язана з творчістю зарубіжних літераторів.  За сумісництвом – завідувач кафедри української літератури (від 1948), журналістики (від 1952).
14 грудня 1960 року Петро Пантелеймонович помер у віці 46 років.

## Діяльність
Петро Пантелеймонович один з перших українських радянських науковців в галузі дослідження літератури і творчості письменників країн світу.
До основних праць Вербицького належать: 
- «Полум'яний пропагандист Великого Жовтня (Анрі Барбюс і Радянський Союз)»(1950),
- «Горький і Барбюс» (1952),
- «Прапороносці миру» (1955),
- написав низку досліджень про творчість М.Стельмаха, І.Муратова, А.Міцкевича, Луї Арагона, Анре Стіля, інших письменників.

Після смерті письменника посмертно було  надруковано в Харкові книжку  «Болеслав Прус. Творчість» (1967). 